# Jan Blokhuijsen
Jan Blokhuijsen (n. 1 aprilie 1989, Langedijk, Olanda de Nord, Țările de Jos) este un patinator de viteză ce a reprezentat Regatul Țărilor de Jos, medaliat olimpic. A participat la două ediții ale Jocurilor Olimpice (2010, 2014) în care a câștigat o medalie de aur, o medalie de argint și o medalie de bronz.